# Izola

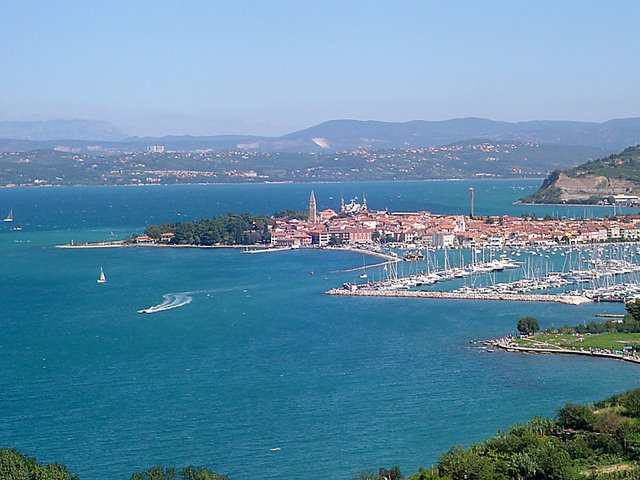
Staden Izola

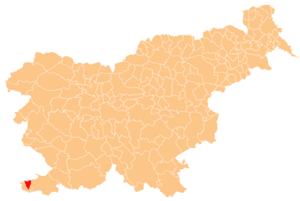
Izolas läge i Slovenien.

Izola (Isola på italienska) är en ort och kommun i sydvästra Slovenien, med 15 922 invånare (30 juni 2008) i hela kommunen. Själva centralorten hade 11 116 invånare i slutet av 2007, på en yta av 7,5 kvadratkilometer.
Staden Izola är ett fiskarsamhälle som har utvecklats till en turistort efter att man hittade varma källor år 1820. Izola betyder ö på latin och Izola var från början en ö med broförbindelse till fastlandet. Stadsmuren revs i början på 1800-talet och rivningsmassorna användes till utfyllnad mellan ön och fastlandet.

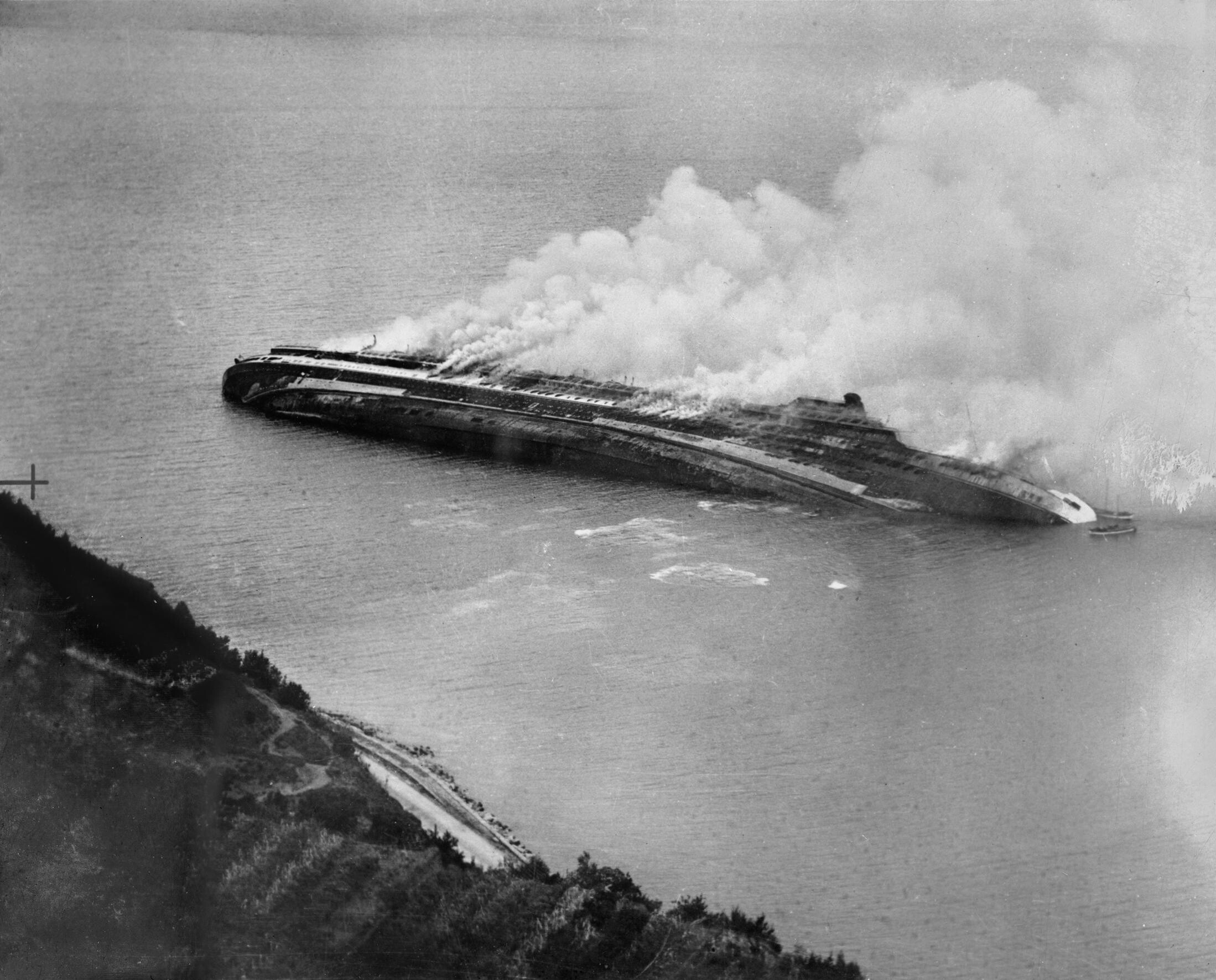
SS Rex efter attacken den 8 september 1944

Den italienska oceanångaren SS Rex, innehavare av Atlantens blå band, attackerades av 12 brittiska Bristol Beaufighter
och sänktes den 8 september 1944  utanför Izola i samband med  andra världskriget.